# Dario Knežević
Dario Knežević, född 20 april 1982 i Rijeka, Jugoslavien (nuvarande Kroatien), är en kroatisk före detta fotbollsspelare. 

## Klubbkarriär
Dario Knežević inledde karriären i hemstadens Rijeka i kroatiska högsta ligan. Efter fem år i moderklubben, med två nationella cuptitlar, flyttade Knežević i augusti 2006 till Livorno. Detta möjliggjordes då han under en vänskapslandskamp mot Italiens landslag imponerat så mycket på Livornos skyttekung Cristiano Lucarelli att denne rekommenderat ett köp. Ett par veckor senare betalade Livorno 500 000 euro för övergången och Knežević skrev på ett treårskontrakt.
Knežević spelade sin första match för klubben 25 oktober 2006  (mot Inter) och gjorde sitt första mål, (på Cagliari) 18 april 2007. När Livorno år 2008 åkte ur Serie A lånades kroaten ut till Juventus för 750 000 euro, med en köpoption på 1,6 miljoner euro. Hans tid i Juventus kom dock att förstöras av skador och när säsongen var slut återvände han till Livorno som åter tagit klivet upp i Serie A. Knežević blev klubben trogen ytterligare tre säsonger och spelade trots en del skadebekymmer ordinarie i backlinjen under samtliga säsonger. När kontraktet löpte ut sommaren 2012 valde han att återvända till hemstaden Rijeka och moderklubben HNK Rijeka där han skrev på ett treårskontrakt.

## Landslagskarriär
Dario Knežević debuterade för Kroatien i en match mot Hongkong 1 februari 2006 och gjorde sitt enda landslagsmål i samma match. Knežević togs inte ut till VM i Tyskland 2006, men däremot till EM 2008 i Österrike och Schweiz där han startade en match och gjorde ytterligare två inhopp.

## Meriter
- Kroatiska cupen: 2.

Rijeka: 2004–2005, 2005–2006.